# 维尔斯贝格 (摩泽尔省)
维尔斯贝格（法語：Vilsberg，法語發音：[vilsbɛʁɡ]；洛林法兰克语：Wilschbuerj）是法国摩泽尔省的一个市镇，属于萨尔堡-萨兰堡区。

## 地理
维尔斯贝格（48°47'10"N, 7°15'16"E）面积5 平方千米，位于法国大東部大區摩泽尔省，该省份为法国东北部内陆省份，是洛林的一部分，西南接默尔特-摩泽尔省，东临下莱茵省，北与卢森堡和德国接壤。
与维尔斯贝格接壤的市镇（或旧市镇、城区）包括：法尔斯堡、埃卡茨维莱尔、埃什堡、贝尔兰、米泰尔布龙、韦斯尚、普法尔兹韦埃。
维尔斯贝格的时区为UTC+01:00、UTC+02:00（夏令时）。

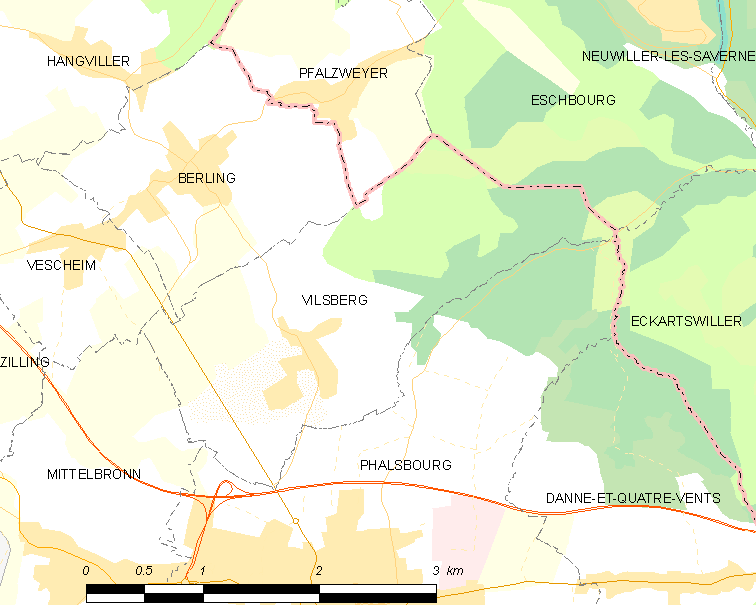
维尔斯贝格的OSM定位图

## 行政
维尔斯贝格的邮政编码为57370，INSEE市镇编码为57721。

## 政治
维尔斯贝格所属的省级选区为法尔斯堡县。

## 人口

1962-2008年间维尔斯贝格人口变化图示

维尔斯贝格于2022年1月1日时的人口数量为347人。